# Mikihito Arai
Mikihito Arai (født 14. juni 1994) er en japansk fodboldspiller, som spiller for den japanske fodboldklub FC Ryukyu.